# Савіньяно-Ірпіно
Савіньяно-Ірпіно (італ. Savignano Irpino) — муніципалітет в Італії, у регіоні Кампанія,  провінція Авелліно.
Савіньяно-Ірпіно розташоване на відстані близько 240 км на схід від Рима, 90 км на північний схід від Неаполя, 50 км на північний схід від Авелліно.
Населення — 1151 особа (2014).
Щорічний фестиваль відбувається 26 липня; 6 грудня. Покровитель — Sant'Anna.

## Демографія
Населення за роками:

Станом на 1 січня 2023 року в муніципалітеті офіційно проживало 29 іноземців з 8 країн, серед них 6 громадян країн Євросоюзу та 3 громадяни України.

## Сусідні муніципалітети
- Аріано-Ірпіно
- Гречі
- Монтагуто
- Монтелеоне-ді-Пулья
- Панні

## Міста-побратими
- Савіньє, Франція
- Ессенбах, Німеччина